# Chad Timberlake
Chad Timberlake (* 1. ledna 1984) je americký basketbalista hrající českou Národní basketbalovou ligu za tým Mlékárna Kunín. Hraje na pozici rozehrávače.
Je vysoký 192 cm, váží 85 kg.

## Kariéra
- 2003 – 2006: Fairleigh Dickinson Knights (univerzitní soutěž, USA)
- 2006 – 2007: Mlékárna Kunín
- 2010 – 2011: Elitzur Javne (ISR)

## Statistiky
| Sezóna   | Soutěž      | Odehrané minuty | Průměr na zápas | Body | Průměr na zápas |
| -------- | ----------- | --------------- | --------------- | ---- | --------------- |
| 2006/07* | Mattoni NBL | 535.8           | 29.8            | 297  | 16.5            |

*Rozehraná sezóna – údaje k 20.1.2007